# Tramea transmarina
Tramea transmarina is een libellensoort uit de familie van de korenbouten (Libellulidae), onderorde echte libellen (Anisoptera).
De wetenschappelijke naam Tramea transmarina is voor het eerst geldig gepubliceerd in 1867 door Brauer.